# ستيف كوكسن
ستيف كوكسن (بالإنجليزية: Steve Cookson)‏ هو لاعب كرة قدم بريطاني، ولد في 19 فبراير 1972 في ولفرهامبتن في المملكة المتحدة. لعب مع نادي توركي يونايتد.